# Musa Kart
Musa Kart, född 1954 i Yeniceoba, Turkiet, är en turkisk satirtecknare av kurdisk härkomst.
Kart publicerade sin första satirteckning 1974 när han studerade till ingenjör i Ankara. Han avbröt studierna 1983 och kom stället att ägna sig professionellt åt att teckna. Tidigare medverkade han i ett flertal turkiska tidningar, såsom Milliyet, Güneş, Günaydın och Nokta. 1994–2016 utkom daglig satirteckningar från Musa Kart som publicerades i tidningen Cumhuriyet där han sedan 1993 är medlem i redaktionen.
2005 dömdes Kart till böter för en satirteckning som publicerades i Cumhuriyet där Turkiets president Recep Tayyip Erdogan framställdes som en katt intrasslad i ett garnnystan. Kort efter domen publicerades flera nya satirteckningar som avbildade presidenten som groda, orm, giraff, ko med mera
Musa Kart fick den turkiska journalistföreningens pressfrihetspris 2006.
2014 anklagades Kart för att ha förtalat och förolämpat president Erdoğan där han ritade en satirteckning om korruptionsskandalen i Turkiet 2013. Kart hotades av upp till nio års fängelse.

## Razzia mot tidningen Cumhuriyets kontor
Efter kuppförsöket 2016 i Turkiet genomförde polis en razzia mot tidningen Cumhuriyets kontor. 17 anställda arresterades den 30 oktober 2016, bland annat Musa Kart och chefredaktören Murat Sabuncu. Anställda fick sina datorer beslagtagna i samband med husrannsakningar. Tidningen anklagas för att ha stöttat den kurdiska gerillarörelsen PKK och Gülenrörelsen (som anklagas för den misslyckade kuppförsöket). Kart fick genomgå en läkarundersökning och fördes därefter till anstalten i Silivri, belägen i Istanbul. 
Rättegången mot Kart, tillsammans med 17 andra Cumhuriyet-anställda, inleddes den 24 juli 2017 efter nio månaders fängelse utan rättegång. Turkiska domstolen beslutade att tillfälligt släppa sju av journalisterna den 28 juli 2017, däribland Musa Kart, i väntan på domstolsbeslut efter 271 dagar i fängelset. Musa Kart delade då cell med några av sina arbetskollegor som krönikören Kadri Gürsel och journalisten Turhan Günay från oktober 2016 till juli 2017.
Den 25 april 2018, nio månader senare efter att villkorligt blivit frigiven, dömdes 15 anställda tillsammans med Musa Kart av domstolen till tre år och nio månaders fängelse medan två eller tre anställda friades. Enligt andra källor påstås det vara 14 anställda som dömdes.
Musa Kart och fyra av hans kollegor blev efter 505 dagar i fängelset frisläppta den 12 september 2019 efter att ha överklagat domen.